# Leszek Faliński

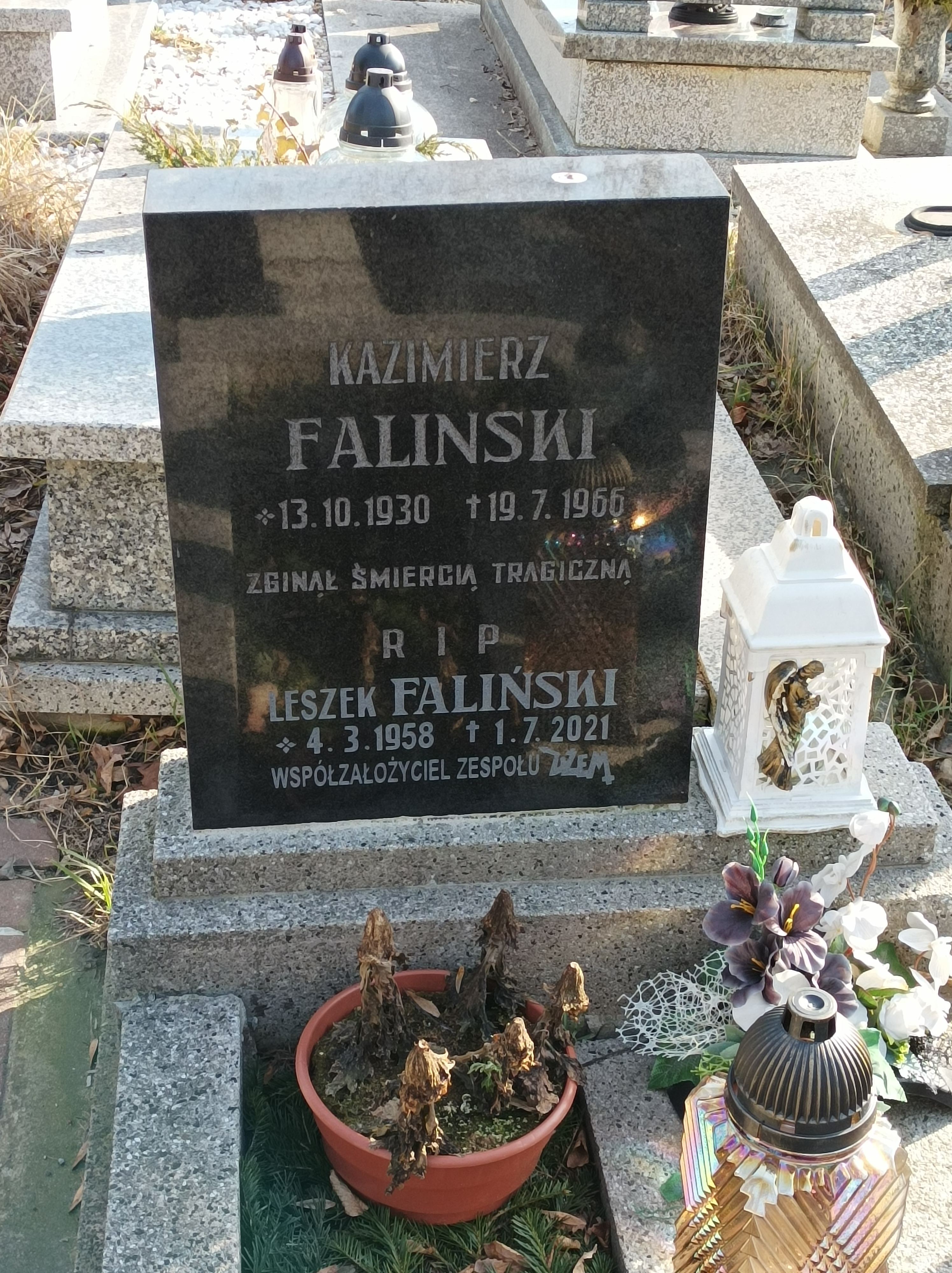
Grób Leszka Falińskiego na cmentarzu przy ul. Sienkiewicza w Katowicach

Leszek Faliński (ur. 4 marca 1958 w Katowicach, zm. 1 lipca 2021 w Tychach) – polski perkusista i klawiszowiec, członek między innymi zespołu Dżem. 

## Życiorys
Młodość spędził w Tychach. Pochodził z muzykalnej rodziny; muzykami byli także jego bracia Tadeusz i Mieczysław. Leszek Faliński ukończył średnią szkołę muzyczną i grał między innymi na perkusji i instrumentach klawiszowych. W 1975 jako perkusista dołączył wraz z bratem, Tadeuszem do zespołu Dżem i w 1979 wziął udział wyjeździe do Wilkasów, gdzie przez miesiąc zespół grał dla uczestników obozów szkoleniowo-wypoczynkowych. W tym czasie powstały pierwsze autorskie utwory grupy w tym „Jesiony”, „Paw” oraz „Słodka”. W 1980 wraz z Dżemem wystąpił I Przeglądu Muzyki Młodej Generacji w Jarocinie odnosząc sukces. Mimo to krótko później opuścił zespół (zastąpił go Michał Giercuszkiewicz) i w 1982 wraz z braćmi założył zespół Daktyl. 
W 2000 ukazał się album jego zespołu Leszek Faliński Band pt. Musisz wiedzieć. 
Zmarł 1 lipca 2021.